# 옐로우푸퍼
옐로우푸퍼(Yellow Puffer)는 대한민국의 록 밴드이다. 스무살이던 해, 2003년 초창기 Tie Break(타이브레이크)라는 5인조 락밴드로 결성되어 활동하던 중 bass창을 영입, 6인조 락밴드로 한층 더 업그레이드된 음악과 함께 옐로우푸퍼로 개명. 2004년부터 본격적인 음악 활동을 하기 시작했다. 2005년, EP 앨범 'No Set Back'을 발표하며 전국 워킹투어를 감행하였다.
2006년, 몽키 글로벌로 둥지를 옮기고 새 싱글앨범 'HYDE'를 발표하며 홍대로 록페스티벌, 그리고 한강에서 펼쳐진 2006 대한민국 록페스티벌등 대형 페스티벌에서 대한민국의 내로라하는 대형밴드들과 함께 공연을 하며 더욱 입지를 굳혀 나아갔다. 2007년에는 인천 펜타포트 록 페스티벌, 2007파이어볼 페스티벌, 렛츠락 페스티벌등 활발한 활동을 이어가던 중, 돌연 해체를 선언하였다.
해체 후 이들은 각자 개인활동과 은둔생활을 하던 중, 정확히 2년 만인 2009년, 컴백에 성공했다. 인간의 내면과 자아, 그리고 현실, 미래에 대해 메시지를 던지며 또한 라이브에선 터질듯한 에너지와 폭발력을 보여주는 밴드로 주목받고 있다. 하지만 2010년 말 다시 해체 선언하였다.

## 구성원

### 현재
- 영강 - VOCAL
- 철 - GUITAR
- 오뱅 - GUITAR
- 창근 - BASS
- 승준 - DRUM
- 증재 - DJ

## 앨범
- EP - 좌절금지(No Set Back)
  - 1. 나빌레라
  - 2. 좌절금지(No Set Back)
  - 3. Yellow
  - 4. 삐걱삐걱(YP ver.)
  - 5. Spicy Human Steak
  - 6. 놀이터
  - 7. Lime Light
  - 8. Cling To Nothing

- single - HYDE
  - 1. Intro
  - 2. POT
  - 3. Hard Puncher
  - 4. 나빌레라
  - 5. Cling To Nothing

- K리그 헌정앨범 - Into the K League
  - 9. 12th player

## 영화
- 복면달호 (2007년) - 홍대클럽 밴드 역